# Конституционный референдум в Республике Конго (2015)
Конституционный референдум в Республике Конго состоялся 25 октября 2015 года, по предложению об изменении конституции, в первую очередь об изменении правил, касающихся президентских сроков.

## Предыстория
В 2002 году, после возвращения к власти Дени Сассу-Нгессо в ходе гражданской войны 1997 года, была принята новая конституция на конституционном референдуме в январе того же года. Конституция 2002 года установила сильную исполнительную власть без премьер-министра и ослабила законодательную власть. Продолжительность президентских сроков была увеличена до семи лет (с ограничением в два срока), а также установлен возрастной предел в 70 лет для кандидатов в президенты, предположительно для того, чтобы исключить наиболее важных политических противников Сассу-Нгессо, достигших этого возраста или приближающихся к нему. Новая конституция была раскритикована партиями, выступающими против Сассу-Нгессо, которые призвали людей бойкотировать референдум 2002 года.
В соответствии с новой конституцией Сассу-Нгессо был избран президентом в 2002 году и переизбран в 2009 году. По мере приближения конца второго срока Сассу-Нгессо, когда ему исполнилось более 70 лет, Конголезская партия труда начала обсуждать замену конституции 2002 года. В то время как оппозиция рассматривала эти дискуссии исключительно в свете предполагаемого намерения Сассу-Нгессо оставаться у власти после 2016 года, Конголезская партия труда утверждала, что новая конституция обеспечит лучшее управление, и Сассу-Нгессо не высказывал своих намерений относительно переизбрания. В конце концов было объявлено о проведении референдума по предложенной новой конституции, и 5 октября 2015 года было объявлено, что референдум состоится 25 октября.

## Предлагаемые изменения
Была предложена конституционная реформа, включающая 246 поправок и изменений. Согласно этой реформе, президент может быть избран на пост трижды, а также отменялось возрастное ограничение в 70 лет для кандидатов в президенты. Длительность президентских сроков сокращалась с семи до пяти лет, а минимальный возраст для кандидатов снижался с 40 до 30 лет. Введение поста премьер-министра делало главой правительства не президента, а премьер-министра. Эти изменения предоставили возможность президенту Дени Сассу-Нгессо, чей второй срок заканчивался в 2016 году, возможность снова переизбраться.

## Кампания
Период кампании по референдуму продлился с 9 по 23 октября 2015 года. В своем выступлении в начале кампании министр внутренних дел Раймон Мбулу подчеркнул необходимость проведения кампании в мирной и толерантной атмосфере, где приветствуются различные точки зрения, а провокации и нарушения общественного порядка исключены.
10 октября в Браззавиле состоялся крупный митинг, на котором выступил генеральный секретарь Конголезской партии труда (КПТ) Пьер Нголо. Он заявил, что «эта волна людей просто хочет сказать, что изменение конституции — это воля народа, и никто не может её остановить».
20 октября в Браззавиле прошла незаконная акция протеста против референдума, которая была разогнана полицией. Протестующие строили баррикады и нападали на полицейские участки, что привело к применению полицией оружия и слезоточивого газа для восстановления порядка в городе. В результате беспорядков погибло четыре человека.
На следующий день, 21 октября, протесты продолжились в районе Макелекеле, где протестующие вновь возводили баррикады и сжигали шины. Для помощи полиции в разгоне протестующих были привлечены армейские части. Жёсткие противники референдума из среды оппозиции планировали бойкотировать голосование, считая его способом для президента Сассу-Нгессо остаться у власти, и заявляли, что продолжат протестовать. В то же время представители правительства и КПТ утверждали, что изменение конституции необходимо «для будущего страны, для обеспечения мира и стабильности». Между тем президент Франции Франсуа Олланд заявил, что «Сассу может консультироваться со своим народом. Это часть его права, и народ должен реагировать».
Когда официальный период кампании подходил к концу, оппозиция решила не проводить акции протеста 23 октября. Поль-Мари Мпуле, лидер оппозиционной коалиции «Республиканский фронт за уважение конституционного порядка и демократии» (FROCAD) призвал людей выступить против референдума, но также воздержаться от насилия. Тем временем, дом лидера оппозиционного «Конголезского движения за демократию и интеграцию» (MCDDI) Ги Бриса Колеля был окружён полицией после того, как он активно участвовал в протестах.

## Проведение
Во время проведения референдума 25 октября отмечалось что явка в городах была невысокой. Тем не менее, пришедшие голосовать в подавляющем большинстве поддержали проект изменений в конституции. Колеля заявил, что люди уважают призыв оппозиции к бойкоту. В свою очередь, голосуя в Браззавиле, Сассу-Нгессо заявил, что «мы хотим перемен, чтобы иметь конституцию будущего», отвергнув утверждение оппозиции о том, что истинная цель референдума заключалась в том, чтобы сохранить его место у власти. Он подчеркнул, что если люди не поддерживают изменение конституции, они должны просто проголосовать против поправок, а не бойкотировать референдум. Он высказал уверенность, что референдум окажется успешным, «потому что я знаю, что наш народ любит мир».
«Конголезцы — свободный и суверенный народ»Дени Сассу-Нгессо, 
Голосование прошло мирно, без каких-либо проявлений насилия. Тем не менее, Паскаль Цати Мабиала, лидер основной оппозиционной партии, Панафриканского союза за социал-демократию, 26 октября заявил, что референдум был «полностью дискредитирован» из-за низкой явки и его следует отменить. Однако протесты оппозиционеров не получили поддержки.

## Результаты
Результаты референдума, объявленные министром внутренних дел Раймондом Мбулу 27 октября, свидетельствовали о том, что предложение об изменении конституции было поддержано подавляющим большинством избирателей — «за» проголосовали 92,96 % избирателей, а явка составила 72,44 %. Мбулу заявил, что новая конституция была принята и становится законом страны после обнародования её президентом Сассу-Нгессо.
Генеральный секретарь КПТ Пьер Нголо выразил удовлетворение результатами выборов, отметив, что они не являются триумфом одной партии или личности, а являются победой конголезской демократии. Он подчеркнул, что главное — это не то, что получает он или его партия, а то, что получает страна в целом. По словам Нголо, согласно новой конституции, все выборные институты будут сохранены до истечения их назначенных сроков. После этого они будут заменены новыми институтами, которые будут выбраны в соответствии с новой конституцией. Например, Национальное собрание сохранит свои полномочия до конца пятилетнего срока в 2017 году, после чего будут выбраны новые представители в соответствии с новыми правилами.
В то же время оппозиционная коалиция FROCAD осудила референдум и обещала «гражданское неповиновение до отмены запланированной конституции».
Оппозиция планировала провести акцию протеста 30 октября, но поскольку правительственный запрет на протесты оставался в силе, оппозиция решила отказаться от своих планов. Колеля заявил, что если они продолжат акцию протеста, силы безопасности «снова будут стрелять в нас», и «мы не можем вести наших людей на бойню». Вместо этого оппозиция провела церемонию в память о демонстрантах, убитых силовиками 20-21 октября. Оппозиция утверждала, что во время протестов погибло 17 человек, что значительно превышало официальное число погибших в четыре человека. 2 ноября оппозиция, не получившая массовой поддержки, объявила, что также отказывается от планов гражданского неповиновения.
Новая конституция была официально обнародована президентом Сассу-Нгессо 6 ноября 2015 года и вступила в действие.
| Выбор                              | Голоса    | %     |
| ---------------------------------- | --------- | ----- |
| За                                 | 1 223 940 | 94,32 |
| Против                             | 73 648    | 5,68  |
| Недействительные/пустые бланки     | 23 069    |       |
| Итого                              | 1 320 657 | 100   |
| Зарегистрированные избиратели/явка | 1 855 792 | 71,16 |
| Источник: Конституционный суд      |           |       |

## Примечание
1. 1 2  Congo approves new constitution. 24 января 2002. Архивировано 30 сентября 2009. Дата обращения: 2 мая 2023.
2. 1 2 3  Congo-Brazzaville : la date du référendum constitutionnel fixée au 25 octobre – Jeune Afrique (неопр.). JeuneAfrique.com. Дата обращения: 2 мая 2023. Архивировано 2 мая 2023 года.
3. 1 2 3 4  [Exclusif] RFI dévoile le texte du projet de Constitution au Congo (фр.). RFI (13 октября 2015). Дата обращения: 2 мая 2023. Архивировано 2 мая 2023 года.
4. ↑  Congo gears up to vote on extending veteran leader's rule. web.archive.org (8 сентября 2020). Дата обращения: 2 мая 2023. Архивировано 8 сентября 2020 года.
5. ↑  Supporters of Congo President Sassou Nguesso rally for referendum (амер. англ.). Yahoo News. Дата обращения: 2 мая 2023. Архивировано 7 мая 2023 года.
6. ↑  Four killed in protest over plan to extend Congo Republic president's rule. Reuters. 20 октября 2015. Архивировано 2 мая 2023. Дата обращения: 2 мая 2023.
7. ↑  Congo Opposition to Meet Western Envoys (англ.). VOA. Дата обращения: 2 мая 2023. Архивировано 2 мая 2023 года.
8. ↑  Army disperses anti-government protesters in Congo Republic. Reuters. 21 октября 2015. Архивировано 2 мая 2023. Дата обращения: 2 мая 2023.
9. ↑  Calls for dialogue in Congo on eve of tense referendum | GlobalPost. web.archive.org (24 октября 2015). Дата обращения: 2 мая 2023. Архивировано 24 октября 2015 года.
10. 1 2  Congo referendum should be annulled due to low turnout, opposition says | Reuters. web.archive.org (16 марта 2016). Дата обращения: 2 мая 2023. Архивировано 16 марта 2016 года.
11. ↑  Turnout low as Congo votes on extending presidential term. Дата обращения: 26 августа 2015. Архивировано 13 декабря 2015 года.
12. ↑  Over 90% vote to allow Congo leader's bid to extend rule - Yahoo News. web.archive.org (5 марта 2016). Дата обращения: 2 мая 2023. Архивировано 5 марта 2016 года.
13. ↑  Référendum constitutionnel : « Nous apprécions les résultats sans triomphalisme », souligne Pierre Ngolo. | adiac-congo.com : toute l'actualité du Bassin du Congo. www.adiac-congo.com. Дата обращения: 2 мая 2023. Архивировано 2 мая 2023 года.
14. ↑  Congo faces 'civil disobedience' campaign in referendum row - Yahoo News. web.archive.org (5 марта 2016). Дата обращения: 2 мая 2023. Архивировано 5 марта 2016 года.
15. ↑  Congo opposition holds ceremony for killed protesters. Reuters. 30 октября 2015. Архивировано 28 ноября 2015. Дата обращения: 2 мая 2023.
16. ↑  Congo opposition drops civil disobedience over election row. web.archive.org (28 марта 2020). Дата обращения: 2 мая 2023. Архивировано 28 марта 2020 года.
17. ↑  Nouvelle République : Le Président de la République a promulgué la nouvelle Constitution | adiac-congo.com : toute l'actualité du Bassin du Congo. www.adiac-congo.com. Дата обращения: 2 мая 2023. Архивировано 2 мая 2023 года.